# Alv Gjestvang
Alv Gjestvang, född 13 september 1937 i Østre Totens kommun i dåvarande Oppland fylke (nuvarande Innlandet fylke), död 26 november 2016, var en norsk skridskoåkare.
Gjestvang blev olympisk silvermedaljör på 500 meter vid vinterspelen 1964 i Innsbruck.